# Maria de la Pau Tortelier
Maria de la Pau Tortelier, née le 13 mai 1950 à Prades, est une pianiste française.

## Biographie
Fille du violoncelliste Paul Tortelier, elle ne suit pas les cours de l'école dite formelle pour se consacrer à la seule musique, comme en témoigne son frère : « Le marché était d’ailleurs le suivant : si nous travaillions suffisamment notre instrument nous serions dispensés d’aller à l’école. Quel enfant résisterait à une telle proposition ! ». À l’âge de cinq ans, alors que toute la famille habite dans un kibboutz en Israël, elle reçoit ses premières leçons de piano et de violon, et se décide finalement pour le piano. Adolescente, elle étudie au Conservatoire de Paris et y fréquente en particulier les pianistes Jeanne-Marie Darré et Lélia Gousseau. Elle poursuit avec Detlef Kraus à Essen en Allemagne.
Sa carrière débute à l’âge de quatorze ans et se développe en Europe, aux États-Unis, en Amérique du Sud, au Canada et en Asie. Concertiste, elle se produit avec des orchestres tels que le Royal Philharmonic Orchestra, l’English Chamber Orchestra, le Hallé Orchestra, l'Orchestre symphonique de Birmingham, l’Orchestre radio symphonique de Berlin, le New Japan Philharmonic Orchestra, ainsi que l’Orchestre national de Lyon, l’Orchestre de chambre de Toulouse et l’Israël Sinfonietta Beer-Sheva. 
Maria de la Pau Tortelier se produit également en formation de musique de chambre. Elle est membre du Trio Tortelier (en compagnie de son père, Paul Tortelier, et de son frère, Yan Pascal Tortelier), avec lequel elle enregistre le Trio de Ravel et celui de Saint-Saëns (EMI). Elle joue également avec Jacqueline du Pré, Jean-Pierre Rampal, Patrice Fontanarosa, et Arto Noras. 
Maria de la Pau Tortelier tient son double prénom du fait de sa naissance en plein milieu du festival Pablo-Casals à Prades. Le maestro avait souhaité qu’on lui donne son prénom et qu'elle devienne sa filleule.

## Enregistrements
- 1974. Concerto de violoncelle nº 1, Le cygne, etc., de Saint‐Saëns, par Paul Tortelier, Yan Pascal Tortelier, Maria de la Pau, et le City of Birmingham Symphony Orchestra (EMI, 077776938622)
- 2003. Musique de chambre, de Mendelssohn, par M. Tortelier, K-W. Chung, Previn, S. Meyer, W. Meyer, Grieg Trio, Quatuor Cherubini, Hausmusik, Melos Ensemble (EMI Classics, 724358529425)